# Прапор Тюрингії
Як цивільний, так і урядовий прапор німецької землі Тюрингія мають дві смуги: білу на червону. Запроваджений із утворенням землі Тюрингія у складі Веймарської республіки в 1920 році, він є реверсом прапора Гессену, причому обидва прапори остаточно відображають геральдичні кольори правителів Людовінгів середньовічного герцогства Тюрингія. Схожість прапора з прапором Польщі випадкова. 
Як і прапори багатьох земель Німеччини, найбільш часто використовуваним розміром є 3:5, хоча в законі вказано як «принаймні 1:2».  Цивільний двоколірний прапор білого по червоному використовувався у Веймарській республіці та був офіційно скасований у 1935 році під час реформ Третього Рейху. Він був повторно прийнятий у 1946 році, коли Тюрингія знову стала землею, і знову скасований у 1952 році під час правлячих реформ Німецької Демократичної Республіки. Після возз’єднання Німеччини Тюрингія знову стала землею, і тому прапор був остаточно прийнятий у 1991 році, оскільки він був часто використовуваним символом під час демонстрацій у Німецькій Демократичній Республіці у 1989/90 роках. Він був негайно прийнятий як Landesflagge після возз’єднання та відновлення Тюрингії як землі 3 жовтня 1990 року. Першою правовою постановою був Gesetz über die Hoheitszeichen від 30 січня 1991 року.
Новий герб Тюрингії є старим гербом ландграфів Людовінгів Тюрингії з кількома змінами. Через схожість між гербами Гессена та Тюрінгії прапори також виглядають схожими.

## Історія

Шварцбург-Зондерсгаузен (1599–1918)
Саксен-Альтенбург (1893–1918)
Саксен-Майнінген
Саксен-Гільдбургхаузен
Саксен-Гота-Альтенбург
Ройс-Грайц
Ройс-Гера
Саксен-Айзенах (1813–1897)
Саксен-Айзенах (1897–1918)
Саксен-Кобург і Гота (1911–1920)
Дизайн прапора 1933 року